# Orde van de Zwaardbroeders
De Orde van de Zwaardbroeders (Latijn: Fratres militiae Christi = "Broeders van het leger van Christus"; Duits: Brüder der Ritterschaft Christi, kortweg Schwertbrüderorden; Frans: Les Chevaliers Porte-Glaive of Frères de l'Épée was een christelijke ridderorde die van 1202 tot 1237 heeft bestaan. Het doel van deze ridderorde was de bekering van de destijds heidense Esten, Lijven en Letten.
De orde werd in 1202 gesticht. Paus Innocentius III bevestigde de orde in 1204 en liet de ordemeester trouw beloven aan de bisschop van Riga, Albert van Buxhoeveden. De orde bestond uit ridders, priesters en dienaren. De leden hielden zich aan de regels van de Tempeliers. Zij moesten in Spartaanse omstandigheden leven, kuisheid betrachten en de ordemeester gehoorzamen. De ridders gingen gekleed in een witte mantel over een eveneens witte wapenrok, waarop een rood zwaardkruis stond afgebeeld. De priesters droegen een wit habijt en de dienaren zwarte of bruine kleding, eveneens voorzien van het zwaardkruis.
De eerste ordemeester heette Wenno (1204-1209) en de tweede Volkwin (1209-1236). Vanaf 1207 kreeg de orde overeenkomstig de afspraak met de bisschop een derde van het veroverde gebied in leen. Als militair sterkste kracht in de regio werd de orde allengs onafhankelijker van de bisschop. Spoedig hadden de Zwaardbroeders ( Middelnederduits "Swerdebroderen") veel gebied op de Letten, Lijven en Esten gewonnen: in 1208 sloot Tālava zich vrijwillig aan, in 1209 werden Koknese en Jersika onderworpen. In 1215 namen ze Dorpat in, in 1227 Reval en later een deel van het eiland Saaremaa. Ter verdediging van hun grondgebied bouwde de orde verschillende burchten en een zestal versterkte kloosters (Aizkraukle, Cēsis, Riga, Sigulda, Tallinn en Viljandi).
Aanvankelijk had de orde een bondgenoot in koning Waldemar II van Denemarken. Later raakte de orde echter in conflict met Waldemar over Reval. Paus Gregorius IX besliste in 1236 in deze kwestie in het voordeel van de Denen, waarmee de neergang van de orde in gang werd gezet. In hetzelfde jaar leden de ridders een zware nederlaag in de Slag bij Saule (thans Šiauliai in Litouwen) tegen de Samogitiërs onder Vykintas. Daarbij kwam het grootste deel van de zwaardbroeders om.

## Lijflandse Orde
De restanten van de Orde van de Zwaardbroeders werden in 1237 bij de Duitse Orde gevoegd die zuidelijker aan de Oostzeekust actief was. Deze nieuwe tak van de Duitse Orde heette officieel de Domus Sanctae Mariae Theotonicorum in Livonia, kortweg de Lijflandse Orde. Deze zou tot 1525 bestaan en gedurende deze periode een toonaangevende rol blijven spelen in Lijfland.